# Contradanza
La contradanza cubana, conosciuta anche come contradanza criolla, danza o danza criolla è un genere di danza popolare del XIX secolo.

## Origini e primi sviluppi
Le sue origini si trovano nella contredanse europea, che era una forma internazionale di musica e ballo derivato dal XVIII secolo. Fu importata a Santiago de Cuba dai coloni francesi in fuga dalla rivoluzione haitiana del 1790. La prima contradanza cubana di cui si ha conoscenza è "San Pascual Bailón", scritta nel 1803. Questo lavoro mostra la contradanza nella sua primissima forma, mostrando caratterisctiche che successivamente la discosteranno dalla contredanse. Ha una metrica 2/4 con due movimenti di otto tempi ciascuno, secondo lo schema AABB.
Durante la prima metà del XIX secolo, la contradanza dominò le scene musicali cubane al punto che tutti i compositori dell'epoca, sia concertisti che compositori per sale da ballo, provarono a scrivere pezzi di contradanza. Tra tutti, il più noto è Manuel Saumell (1817-1870).
La contradanza, quando era suonata come musica da ballo, era eseguita dall'orquesta tipica, un gruppo composto da: due violini, due clarinetti, un contrabbasso, un corno, un trombone, un oficleide, una paila e un güiro.

## Cinquillo
Il cinquillo è un ritmo sincopato che fu introdotto nella contradanza. Fu l'inizio della differenziazione con lo stile di musica europeo. Carpentier sostiene che il conquillo fu portato a Cuba attraverso le canzoni degli schiavi neri e dagli immigrati fuggiti da Haiti nel 1790. Sebbene il conquillo fu introdotto nella contradanza durante il XIX secolo, i compositori nella parte ovest di Cuba rimasero all'oscuro della sua esistenza. Nel tempo in cui un viaggio da l'Avana a Santiago durava 15 giorni (o più), era possibile la coesistenza di due tipi di contradanza: uno più vicino ai canoni classici, segnata dall'influenza del minuetto, che successivamente si trasformò nel danzón, attraverso la danza; l'altro, più popolare, che seguì la sua evoluzione cominciata ad Haiti, grazie alla presenza del 'French Blacks' nella parte est dell'isola.

## Danza
Secondo Argeliers Léon, la parola danza deriva semplicemente dalla contrazione della parola contradanza e non esistono sostanziali differenze tra i due tipi di musica. Infatti, entrambi i termini sono usati per denominare essenzialmente la stessa cosa durante il XIX secolo. La differenza sta nello stile di ballo. Una danza intitolata " El Sungambelo Archiviato il 4 marzo 2008 in Internet Archive., datata 1813, ha la stessa struttura musicale della contradanza - i quattro movimenti sono ripetuti due volte secondo lo schema ABAB. All'interno del pezzo si riesce a sentire distintamente il cinquillo.

## Sviluppi successivi
La contradanza in 6/8 si sviluppa in clave, criolla, guajira. Dalla contradanza in 2/4 si sviluppano l'habanera e il danzón.
La danza identifica la musica cubana della seconda metà del XIX secolo, anche se non nello stesso modo in cui la contradanza identifica la musica della prima metà dello stesso secolo. In particolare, due famosi musicisti, Ignacio Cervantes (1847-1905) e Ernesto Lecuona (1895-1963), usarono la danza come base per alcuni dei loro brani più memorabili. A dispetto della concorrenza con il più famoso danzón, la danza continuò ad essere composta come musica da ballo fino agli anni '20.
Da quegli anni, l'orquesta típica fu sostituita dalla charanga. La musica e il ballo tipico che caratterizzavano la contradanza oramai non sono più popolari a Cuba, se non per esibizioni di gruppi folkloristici o performance di artisti professionisti.